# بيرسي غيروارد
بيرسي غيروارد (بالإنجليزية: Percy Girouard)‏ هو حاكم الدولة نيجيري، ولد في 26 يناير 1867 في مونتريال في كندا، وتوفي في 26 سبتمبر 1932 في لندن في المملكة المتحدة.